# Yangchun (köpinghuvudort i Kina, Shaanxi, lat 33,03, long 106,90)
Yangchun är en köpinghuvudort i Kina. Den ligger i provinsen Shaanxi, i den nordvästra delen av landet, omkring 230 kilometer sydväst om provinshuvudstaden Xi'an. Antalet invånare är 13 271. Befolkningen består av 6 760 kvinnor och 6 511 män. Barn under 15 år utgör 17,0 %, vuxna 15-64 år 69 %, och äldre över 65 år 12,0 %.
Runt Yangchun är det ganska tätbefolkat, med 166 invånare per kvadratkilometer. Närmaste större samhälle är Hanzhongshi, 12,2 km öster om Yangchun. I omgivningarna runt Yangchun växer i huvudsak blandskog.
Genomsnittlig årsnederbörd är 1 225 millimeter. Den regnigaste månaden är juli, med i genomsnitt 292 mm nederbörd, och den torraste är december, med 2 mm nederbörd.